# Steinhauer

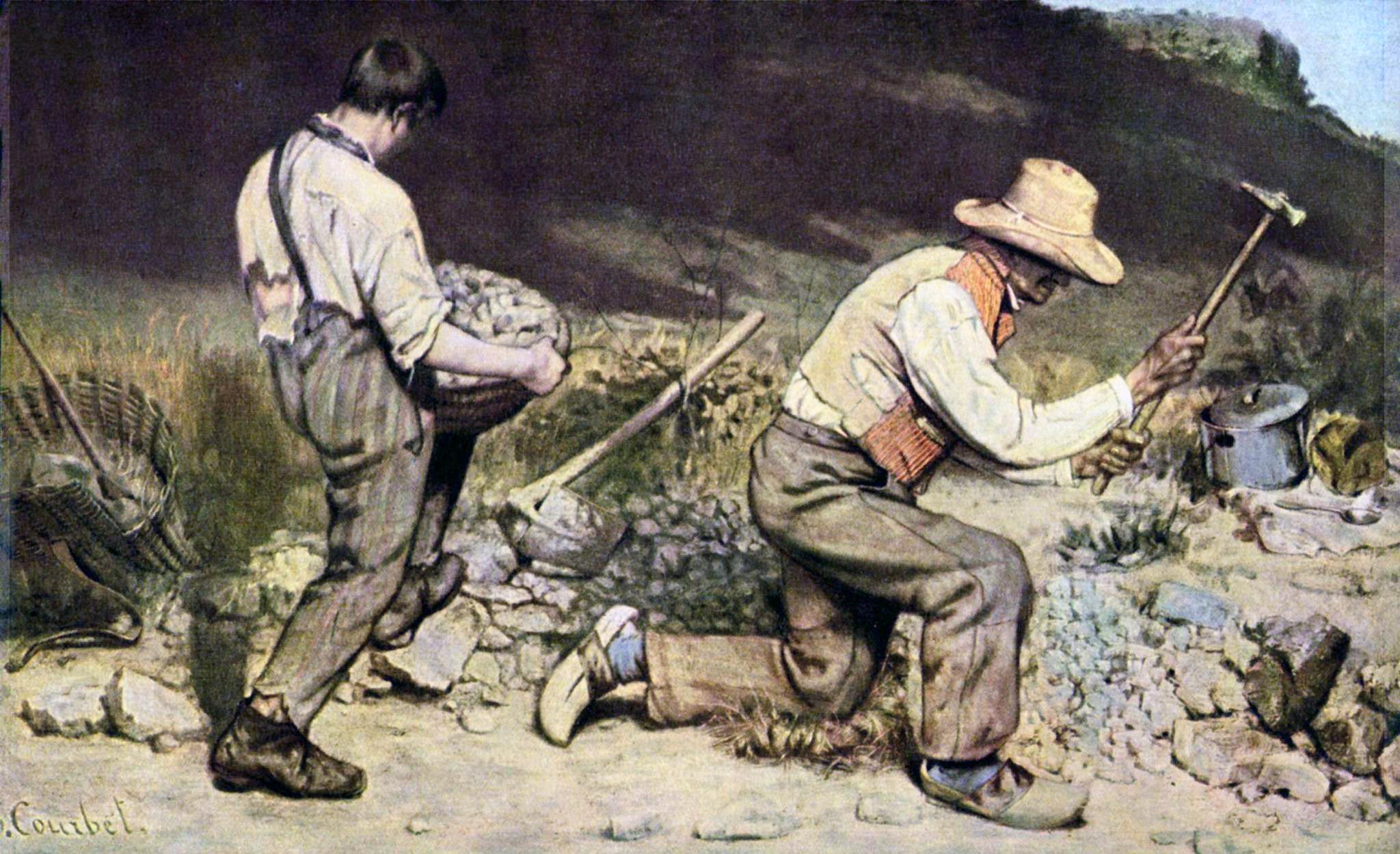
Gustave Courbet, Die Steinklopfer, 1849 – dargestellt ist das Schlagen von Straßenschotter

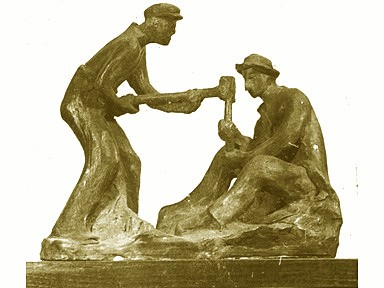
Leoš Kubíček, Bronzeplastik über zwei Steinhauer, die ein Bohrloch herstellen, 1936

Steinhauer im „Untersberger Neubruch“ für Untersberger Marmor (Abbildung vor 1908)

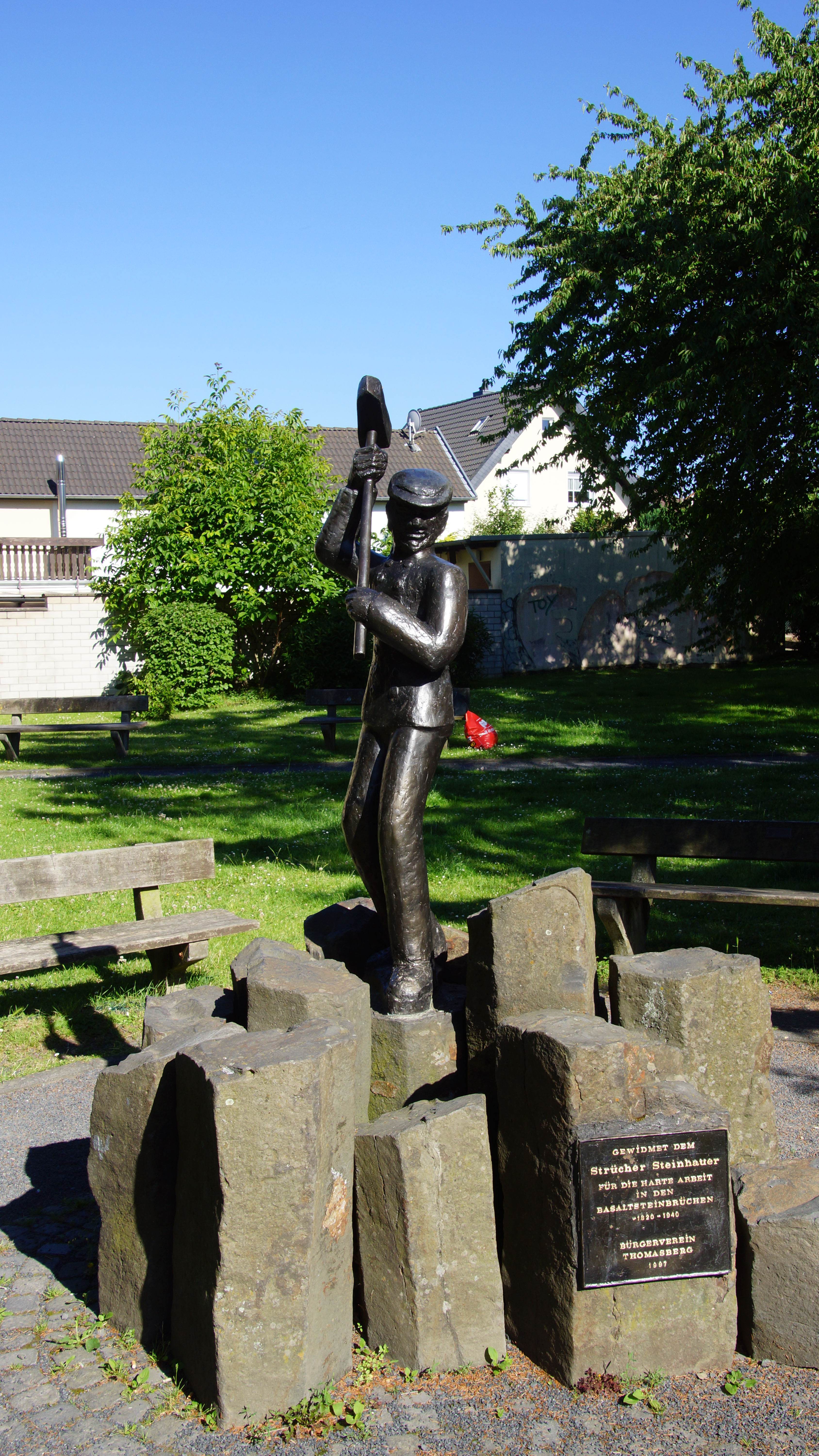
Denkmal eines Steinhauers mit Setzhammer in Königswinter-Thomasberg.

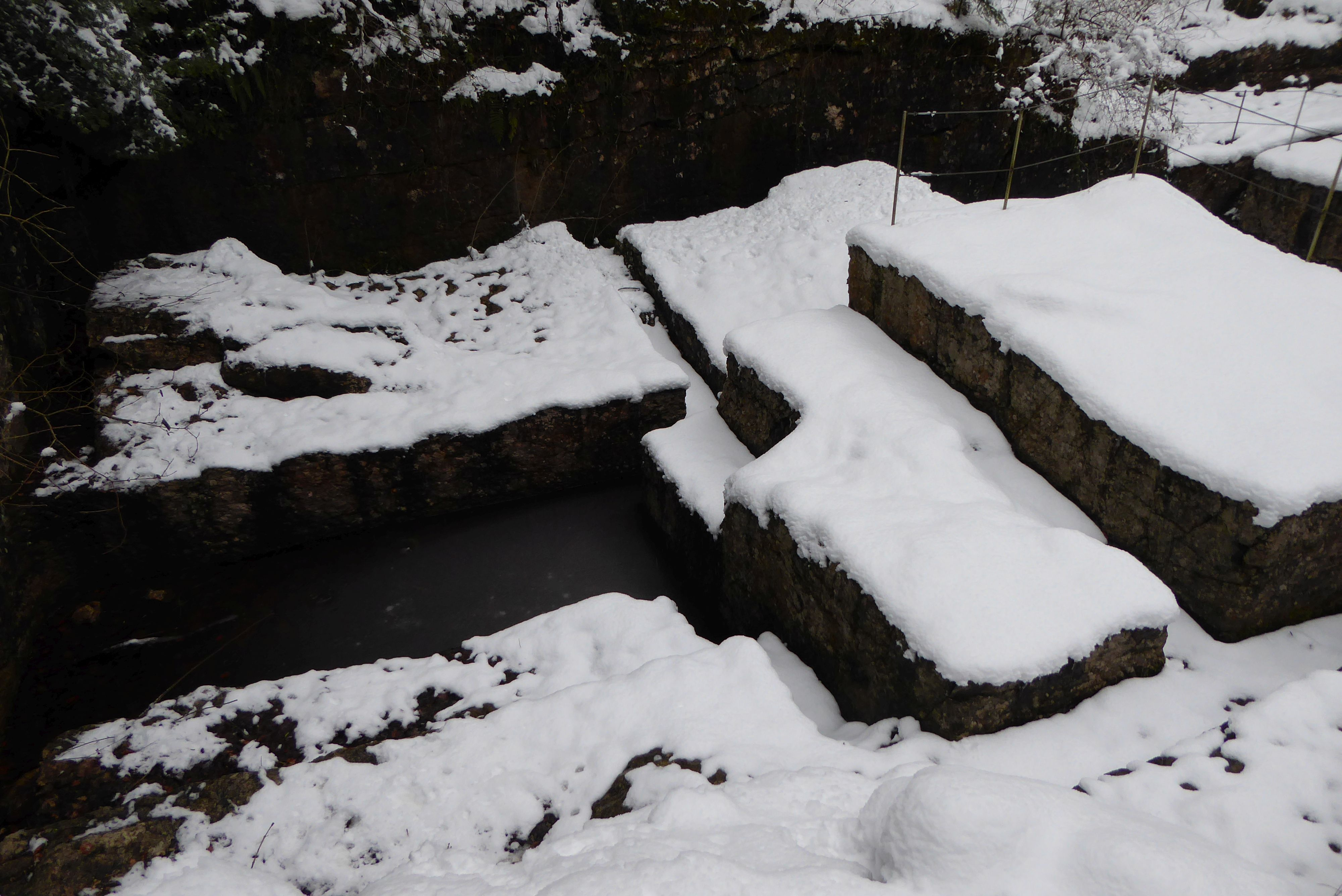
Schrotgänge an vorbereiteten Rohblöcken im Adneter Schmiedebruch

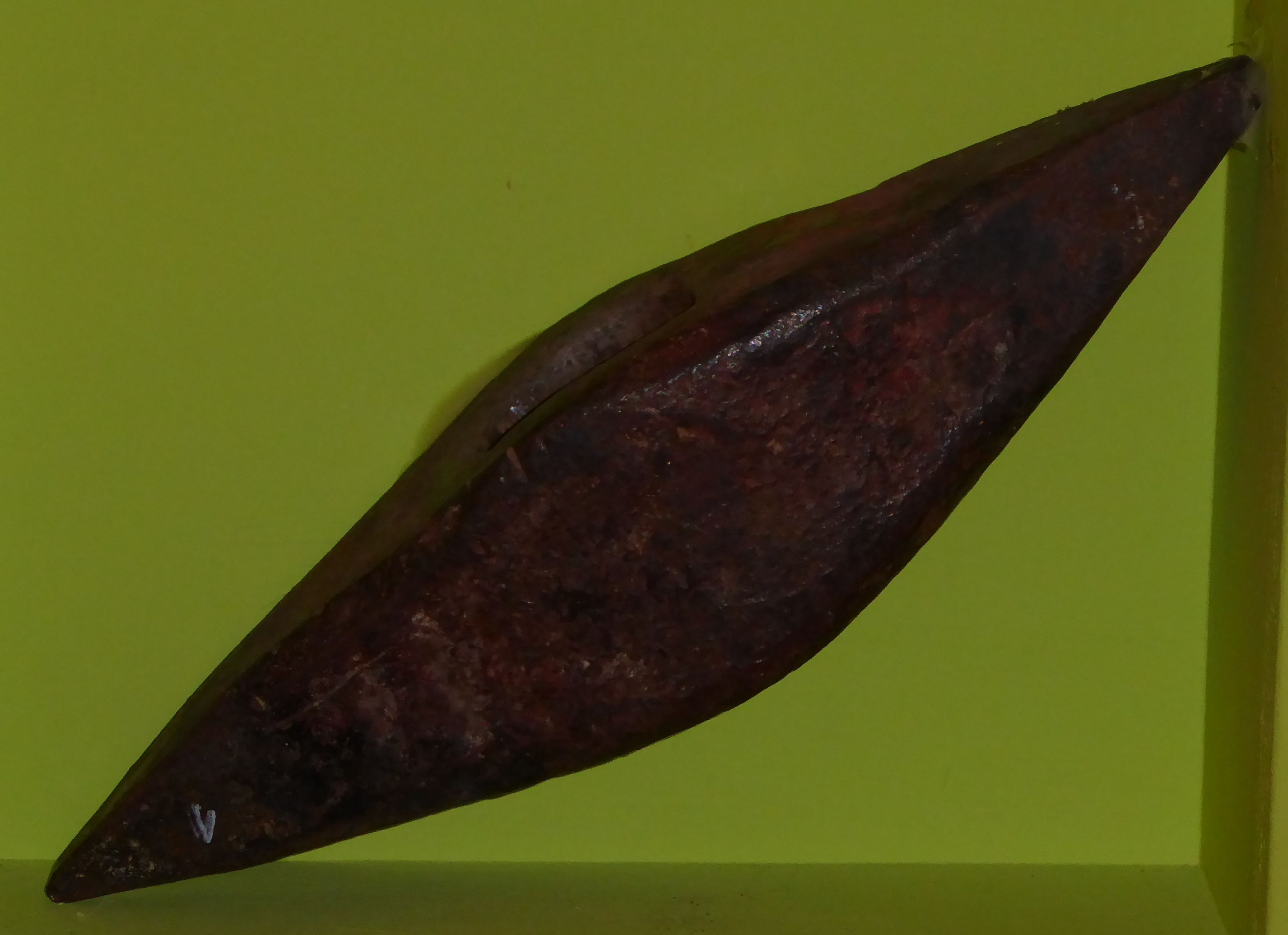
Schrothammerkopf aus Adnet, zum Hauen von Schrotgängen

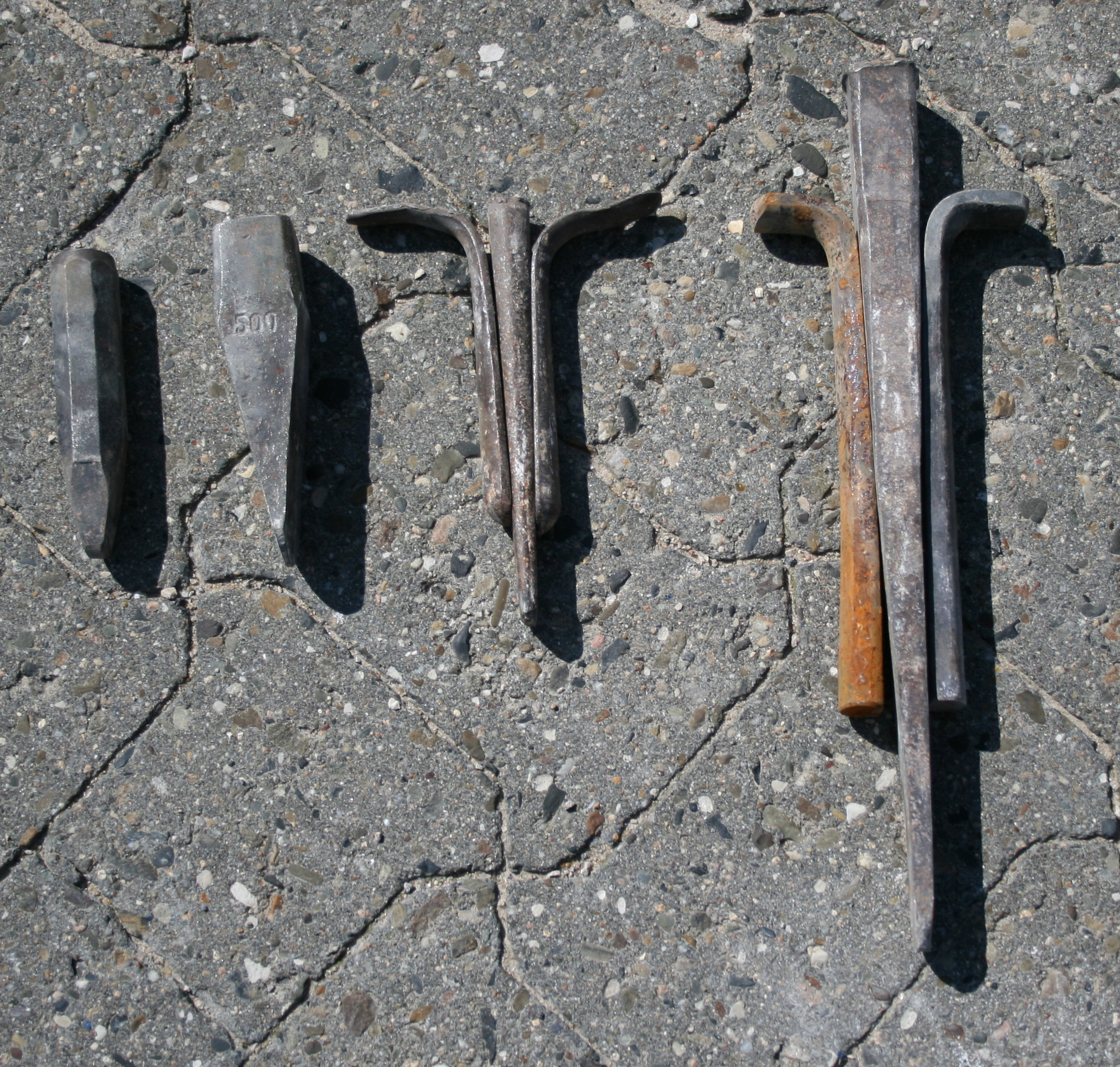
Keile zum Steinspalten. Rechts sind die Patentkeile mit den sogenannten Federn erkennbar

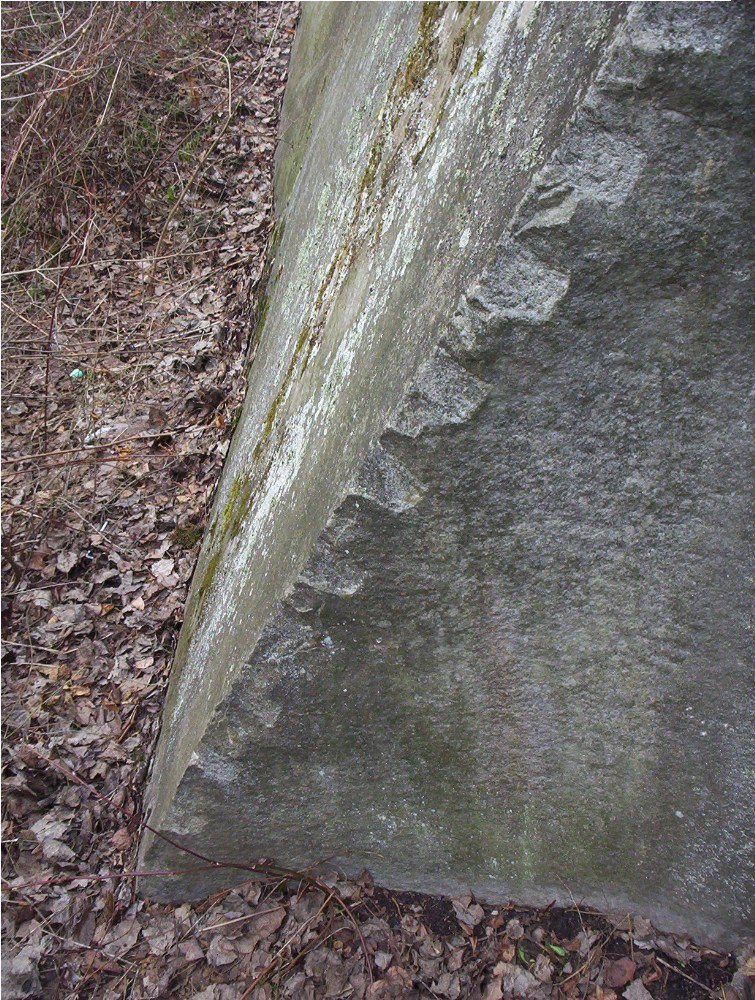
Eine Spaltfläche, die durch den Einsatz von Keilen und dreiecksförmigen Keiltaschen entstand.

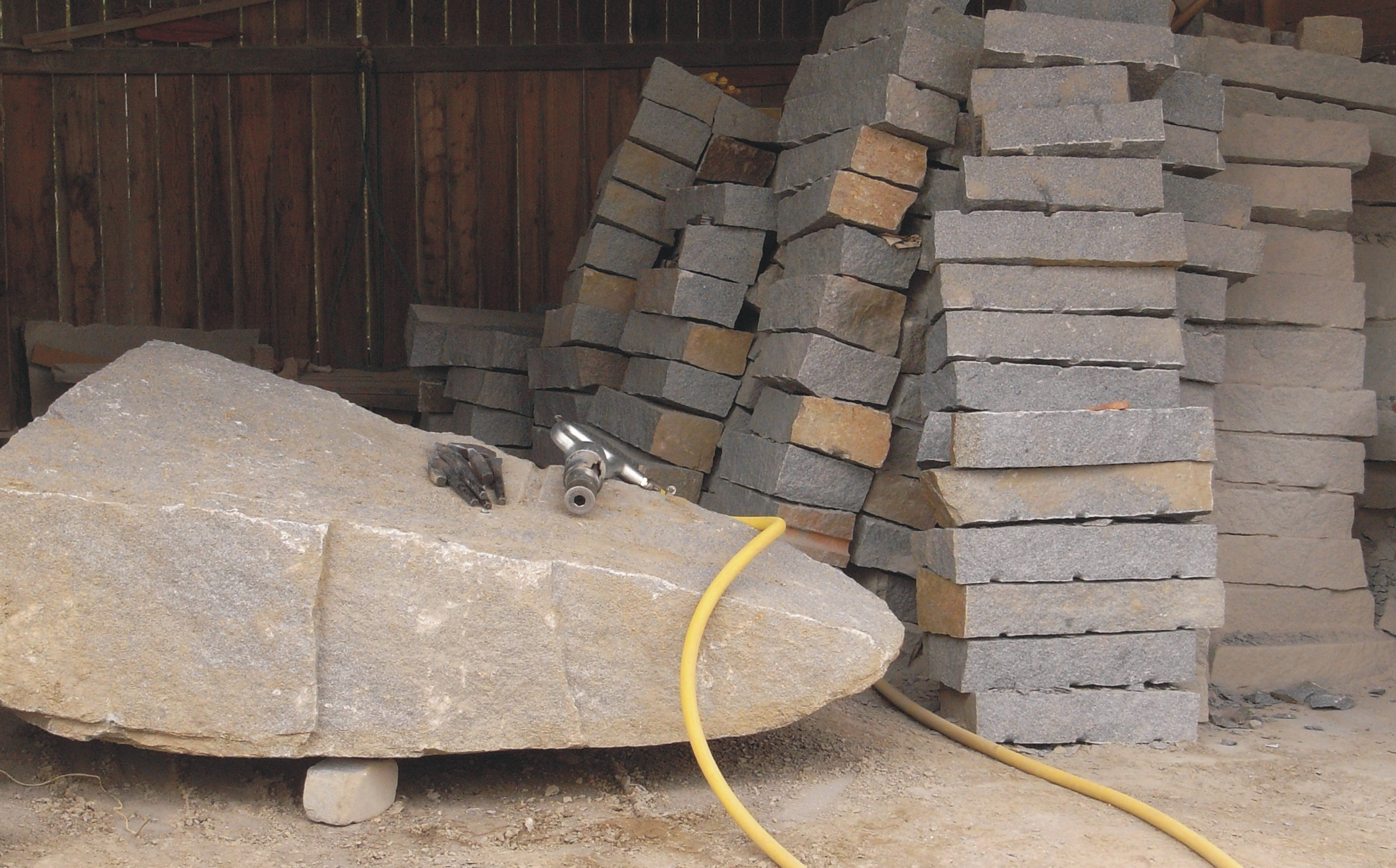
Spaltarbeit im Steinbruch

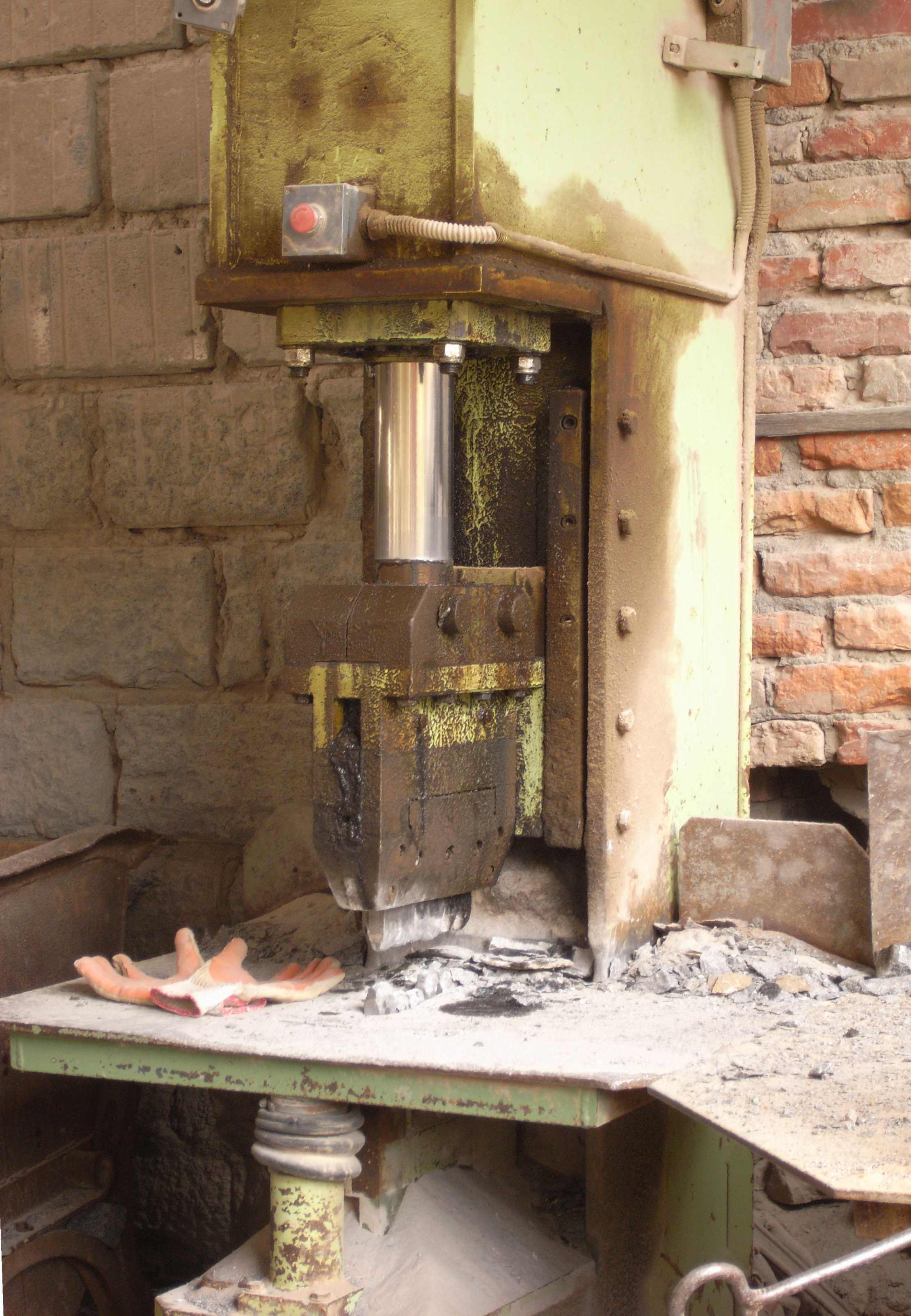
Spaltmaschine zur Herstellung von Natursteinpflaster

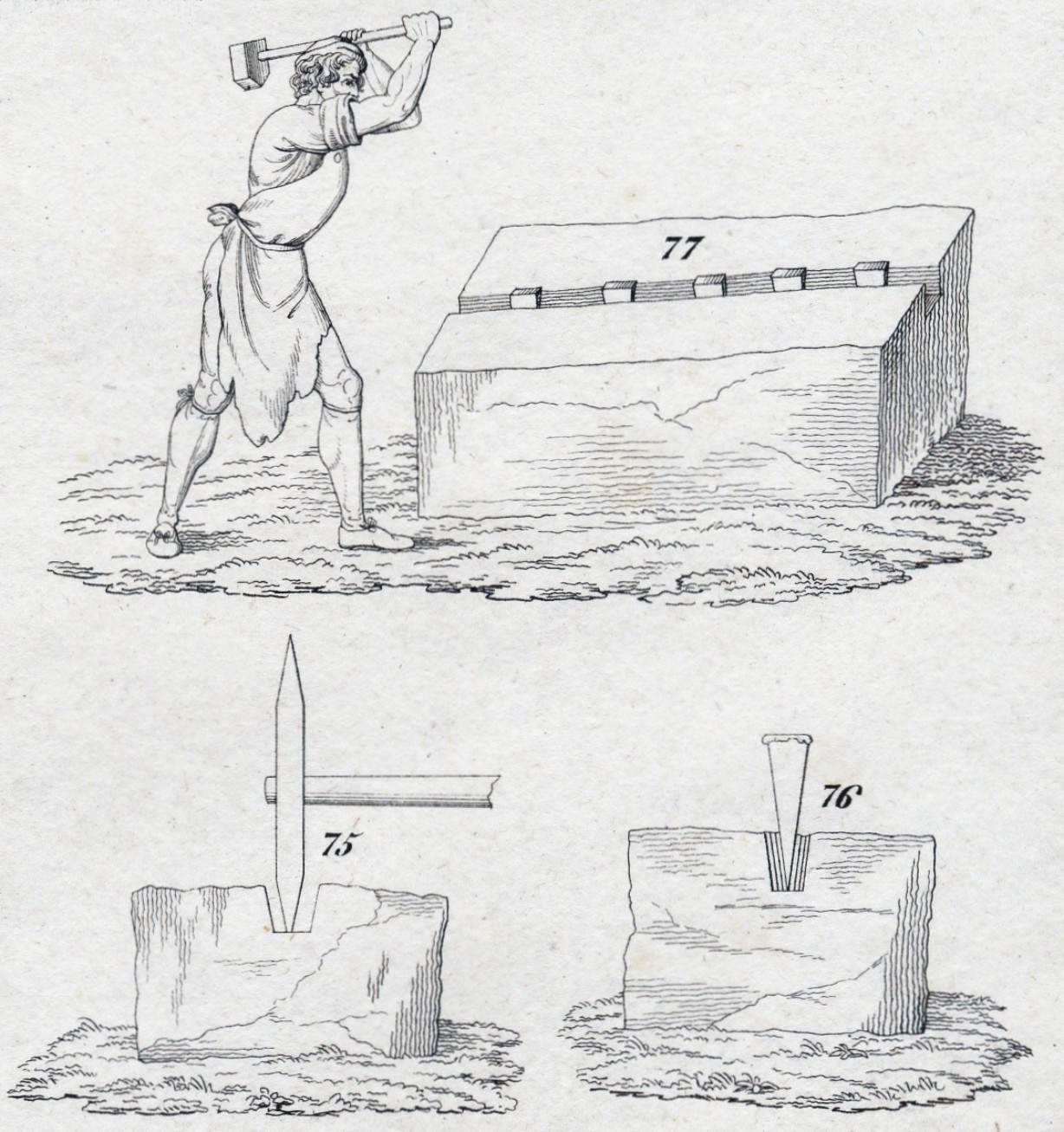
Steinhauerarbeit auf einer historischen Abbildung von 1833

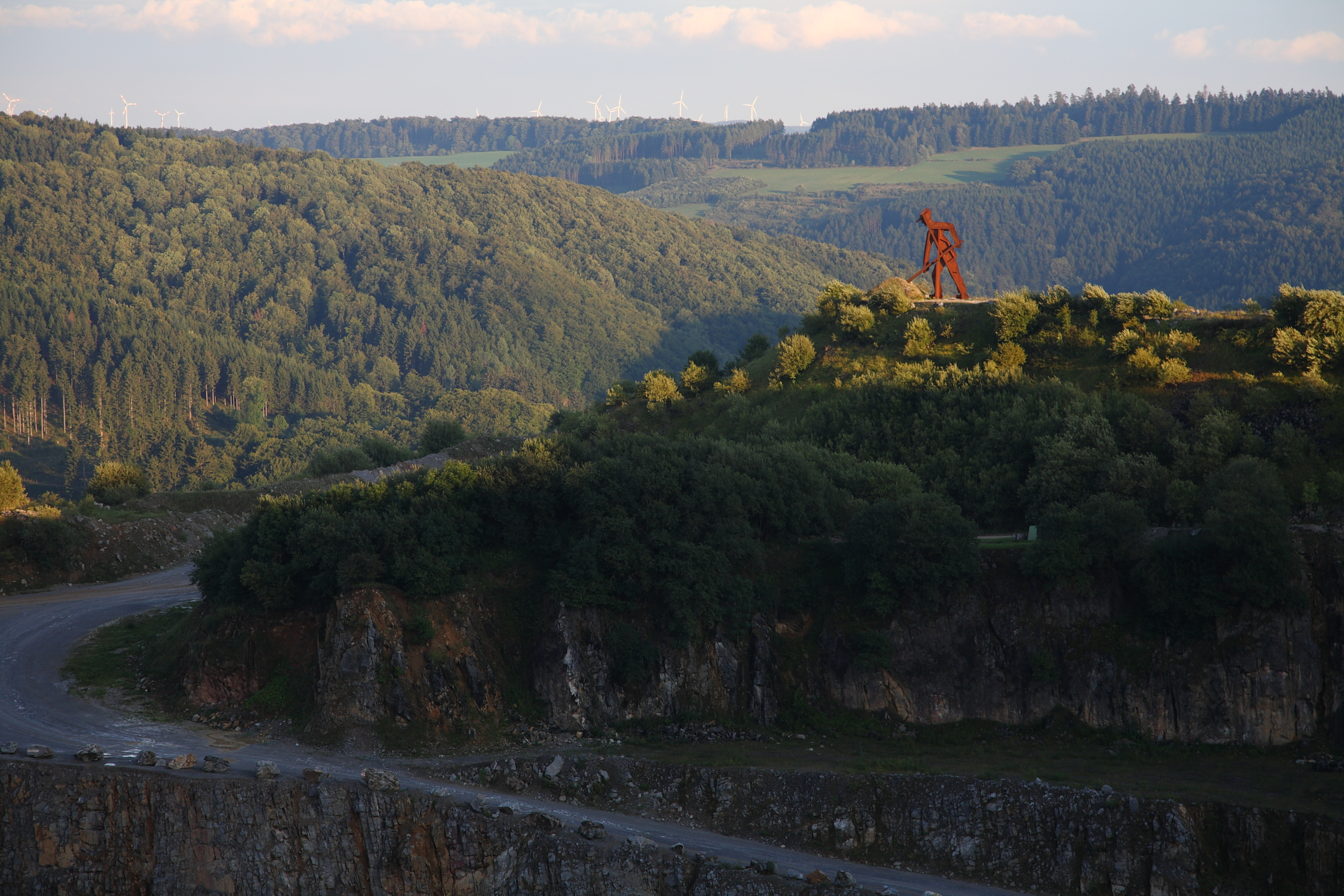
Denkmal eines Steinhauers in Brilon-Rösenbeck.

Steinhauer war der Beruf der Gewinnung und Vorbearbeitung von Naturstein im Bauwesen, Werksteinen, Pflastersteinen und anderen Steinen in Steinbrüchen. Es handelt sich um einen historischen Beruf, der im mitteleuropäischen Raum als ausgestorben betrachtet werden kann.

## Historischer Wortgebrauch
Neben der Bezeichnung für einen Arbeiter, der im Steinbruch mit der Gewinnung und groben Zurichtung von Blöcken beschäftigt war, wurde bis weit ins 19. Jahrhundert auch der Steinmetz und Steinbildhauer als Steinhauer bezeichnet.

## Arbeit im Steinbruch
Die Arbeit in den Steinbrüchen basierte bis in die 1950er Jahre auf händischer Arbeit, die im Akkordlohn oder Stundenlohn vergütet wurde. Im Steinbruch herrschte ein arbeitsteiliger Prozess, ungelernte Arbeiter verrichteten Hilfsarbeiten, Steinhauer brachen Steine, formten Werksteine vor, stellten Mauersteine her und brachen Steinblöcke aus der Steinbruchswand. Die ausgebildeten Steinmetzen verrichteten Feinarbeiten an Werkstücken, die profiliert oder speziell geformt wurden.
Als Hilfsarbeiter wurden meist Tagelöhner und Kleinbauern angeworben, die ihr Einkommen im Frühjahr, Sommer und im Herbst aufbesserten. Sie mussten Geröll, Abraum und Erde bis auf den anstehenden Stein beiseiteschaffen und bei Transportarbeiten der Natursteine zu den Steinmetzhütten helfen. Im Winter war ein Arbeiten im Steinbruch wegen Eis, Schnee und Rutschgefährdung beim Steintransport nicht möglich; ferner froren Steine am Boden und aneinander fest.
Daneben gab es diejenigen, die Pflastersteine herstellten. Dies geschah entweder in Handarbeit oder mit Steinspaltmaschinen, die entweder durch Dampf oder elektrische Energie angetrieben wurden. Spaltmaschinen kamen erst gegen 1900 in die Steinbrüche. Die Pflasterarbeit und das Schotterschlagen wurde in früherer Zeit häufig von Kindern und Frauen ausgeführt.
Die Arbeit im Steinbruch war eine extrem anstrengende körperliche Arbeit. Der Transport der rauen Steine und des Schotters erfolgte in Loren, die von Hand beladen werden mussten; schwere Werksteine wurden mit primitiven Hebewerkzeugen wie Walzen oder mit sogenannten Kastenwinden bewegt. Es gab bis in die 1930er Jahre Derrickkrane aus Holz, die einen Transport einzelner größerer Steinblöcke ermöglichten. Der Einsatz von Lastkraftwagen erfolgte in den Steinbrüchen etwa ab 1930. Die körperlichen und gesundheitlichen Belastungen durch Steinstaub waren groß. Das Pflasterherstellen von Hand war monoton und reine körperliche Arbeit. Erst nach 1900 brachte die patentierte Erfindung der Steinspaltmaschine mittels Friktionsfallhammer durch den Dänen Ferdinand Weiller eine gewisse Erleichterung, die 1901 erstmals für Lausitzer Granit in Deutschland und später 1904 im Bayerischen Wald von der Granit-AG Regensburg im Werk Vilshofen verwendet wurde.
In den Steinbrüchen waren auch Frauen beschäftigt. Sie mussten beim Beladen der Loren mit Gesteinsschutt, bei den Abräumarbeiten und beim Sortieren der Pflastersteine helfen. Das langwierige Schleifen und Polieren von Natursteinen und auch das Schotterschlagen waren zumeist Frauenarbeit. Als das Schleifen mit elektrisch angetriebenen Maschinen möglich wurde, bedienten in allen Steinbruchgebieten Deutschlands nahezu ausschließlich Frauen die sogenannten stationären Gelenkarmschleifmaschinen.

## Steinhauer
Die Ausbildung zum Steinhauer fand in der Regel im jeweiligen Betrieb statt. Es gab auch eine zusätzliche schulische Ausbildung der Steinhauer, beispielsweise die Steinhauerschule im Bayerischen Wald ab 1889, in der im Winter an vier Abenden und an Sonntagen Unterricht stattfand. Diese Initiative wurde mit dem Beginn des Ersten Weltkrieges beendet. 1922 wurde in Hauzenberg eine Steinhauerschule eingerichtet, die das Jahr über an Sonn- und Feiertagen von 16 bis 19 Uhr Unterricht abhielt. Derartige Steinhauerschulen gab es vermutlich auch in anderen Abbaugebieten Deutschlands, Österreichs und der Schweiz.

### Tätigkeiten
Das Lösen der Rohsteine aus den Gesteinsschichten war die Aufgabe der Steinhauer. Dabei waren Erfahrung und das „Lesen“ der Gesteinsschicht hinsichtlich Güte, korrekter Spaltrichtung und Fehler für die erfolgreiche Steingewinnung wesentlich. Die Keillöcher mussten exakt ausgerichtet werden. Das erforderte Präzision und profunde Kenntnisse des vorhandenen Steinmaterials und solide Fertigkeiten beim Setzen der Keiltaschen, die zunächst von Hand keilförmig in einer geraden Linie in der Spaltrichtung eingeschlagen werden mussten. Diese Tätigkeit wurde auch Schroten genannt. Zum Spalten wurden spezielle Steinspaltwerkzeuge benutzt. Die Steinspalttechnik mit Eisenkeilen ist uralt und wird seit der Zeit des antiken Roms nachweislich angewendet.
Die Spaltwirkung wird jedoch nicht durch die Schneide der Keile erzeugt, sondern ausschließlich durch den Flankendruck der Keile gegen die beiden dreiecksförmigen Seiten der Keiltaschen. Daher ist es wichtig, dass zwischen den Flanken des Keils und den Seitenflächen der Keiltasche ein möglichst lückenloser Kontakt besteht. Dies ist unter anderem ein Grund, warum Keiltaschen in der Regel sehr sorgfältig ausgemeißelt werden. Sitzen die Keile am Grunde der Keiltaschen auf, besteht die Gefahr, dass sich der Keil löst und wie ein Geschoss entgegen der Treibrichtung fliegt. Dies war eine erhebliche Verletzungsgefahr für Steinhauer bzw. Steinbrecher. Es gab auch die sogenannten Federn, das waren Eisenbleche, die in die Seiten der Keiltaschen eingelegt wurden, um die Spaltrichtung zu optimieren.
Bohrlöcher zur Aufnahme von Sprengmitteln wurden mit Handbohrern und später mit Druckluftbohrern hergestellt und mit Sprengpulver, zumeist Schwarzpulver, gefüllt. Der Einsatz von Sprengmitteln erfolgte vor allem zum Ablösen großer Gesteinsschichten oder zur Beseitigung von „taubem“ Gestein, das als Schotter verwendet wurde.
Eine andere Methode zum Spalten der Steine war der Einsatz von Patentkeilen mit zwei speziell geformten Federn, die in die Bohrlöcher eingesetzt wurden und die Keilwirkung und Spaltung optimierten. Die Eisenkeile wurden mit einem Vorschlaghammer eingetrieben.
Um den gespaltenen Stein auf das geforderte Maß zu bringen, wurden in Granitsteinbrüchen die sogenannten Setzhämmer zum Abschlagen größerer Steinüberstände verwendet. Die Steinhauer spalteten und richteten den Rohblock auf das erforderliche Maß zurecht, was heute Spalten oder Stoßen genannt wird. Bossieren, das grobe Vorarbeiten der Steinform, erledigten die Steinhauer für die Steinmetzen. Die Steinhauer richteten die Werkstücke soweit her, dass lediglich ein Überstand auf den zu bearbeitenden Seiten von drei Zentimetern (genannt Bruchzoll) bestand. Die Steinhauer formten aber auch Mauersteine, die bei Bauwerken eingesetzt wurden. Dabei mussten sie auf Fehler im Gestein achten und die Werksteine maßgerecht herstellen. Die Ansichtsseiten der Mauersteine wurden zumeist feiner je nach Gestein mit Stockhammer oder Scharriereisen bearbeitet.

### Soziales
Die tägliche Arbeitszeit der Steinhauer im Steinbruchsgebiet des Bayerischen Waldes begann morgens um 6 Uhr und betrug 10 Stunden. Die Wochenarbeitszeit lag bei 50 Stunden. Es gab eine Pause von 8:00 bis 8:30 Uhr, die „Brotzeit“ und von 11:00 bis 12:00 Uhr die Mittagspause. Nach Arbeitsschluss zog man gemeinsam ins Wirtshaus. Durchschnittlich sollen Steinhauer des Bayerischen Waldes im Jahre 1910 lediglich 35 Jahre alt geworden sein.
Sicherheitsschuhe mit Stahlkappen, angemessene funktionale Berufskleidung, Verwendung von Schutzbrillen gegen Steinsplitter oder der Einsatz von Schutzhandschuhen und Schutzmaßnahmen gegen gesundheitsschädliche Gesteinsstäube, die Silikose, eine Lungenkrankheit, erzeugen, waren bis in die 1950er Jahre in Steinbrüchen nicht zu finden. Viele Steinhauer, die quarzhaltige Gesteine (vor allem Granite, Gneise und Sandsteine) bearbeiteten, erkrankten früh und starben nach langem Siechtum an der Silikose. Häufig kam es zu schweren und tödlichen Unfällen durch einstürzende Gesteinswände nach Regen, Sprengungen oder im Frühjahr nach der Eisschmelze. Der Verlust von Gliedmaßen durch abrutschende Steinblöcke oder Werkstücke und Quetschungen an den Händen oder Beinen kamen häufiger vor.
Der Stundenverdienst eines Steinhauers in den 1920er Jahren betrug im Bayerischen Wald 38 bis 40 Pfennig. Im Vergleich hierzu kostete ein ½ Liter Bier 50 Pfennig, ein Brötchen (Semmel) 5 Pfennig und eine dünne Scheibe Leberkäse 10 Pfennig. In den Steinbrüchen gab es Kantinen, dort konnten die Steinhauer anschreiben, wenn sie nicht bezahlen konnten. Lohn wurde 14-täglich oder wöchentlich an Samstagen ausbezahlt. Die Rechnung musste nach Lohnempfang in der Kantine beglichen werden, deshalb gingen viele Arbeiter ohne Lohn nach Hause.

### Politik und Kultur
Insbesondere die Steinhauer im Bayerischen Wald erkannten, dass sie aufgrund ihrer sozialen Lage aufeinander angewiesen waren, und gründeten einen Unterstützungsverein, den sogenannten Zwickverein. Alle Steinhauer bezahlten einen bestimmten Betrag in diesen Verein ein, der aus den Beiträgen verunfallte Mitglieder und deren Familien unterstützte. Aus diesem selbstverwalteten Verein entstanden gewerkschaftlich organisierte und der SPD nahestehende Gruppierungen. Die Granitler des Bayerischen Waldes galten nach dem Ersten Weltkrieg als Kommunisten. „Dabei ging es den Steinhauern so gut wie nie um parteipolitisches Kalkül, sondern um eine grundlegende soziale Einstellung und basisdemokratisches Mitspracherecht. […] Die Kommunisten erschienen vielen Arbeitern schlichtweg konsequenter als die SPD.“ Bei der letzten freien Wahl vor der Machtergreifung in Bayern erhielt die KPD in der „Steinhauerhochburg“ Wotzdorf bei Hauzenberg 43 Prozent, die NSDAP und die SPD lediglich je 7 Prozent.
Es gab auch eine Steinhauerkultur. Zur Kirchweih kamen alle zusammen, vom Taglöhner bis zum gelernten Steinmetz und Firmenchef. Es fanden auch Steinhauerbälle statt. An Hochzeiten beteiligte sich die gesamte Belegschaft. Nach der Arbeit gingen die Steinhauer im Bayerischen Wald gemeinsam ins Wirtshaus. Starb ein Arbeitskollege, gingen alle zu seiner Beerdigung und anschließend ins Wirtshaus. Dort wurde „gesungen und gelacht, weil der „draust am Friedhof“ sonst auch mitgefeiert hat. Vielleicht würde es der Tote übelnehmen, wenn um ihn getrauert würde.“

## Ausgestorbener Beruf
Während deutschsprachig der Steinhauer als Berufsbezeichnung üblich ist, wird im englischsprachigen Quarryman (englisch Quarry = Steinbruch) und im spanischsprachigen Raum Cantero (spanisch Cantera = Steinbruch) verwendet. Dort wird der Bezug zum Steinbruch, zum Beruf des Steinbrechers, derjenige der Steine bricht und nicht haut/formatiert, deutlich.

### Deutschsprachiger Raum
Heute ist dieser Beruf des Steinhauers ausgestorben; es gibt weder in Österreich noch in Deutschland ein entsprechendes Ausbildungsberufsbild. Im deutschsprachigen Raum wurde dieser Beruf durch die Mechanisierung der Steingewinnung in den 1950er Jahren überflüssig. In den heutigen Steinbrüchen wird ein hochtechnisierter Maschineneinsatz betrieben und lediglich in Steinbrüchen, in denen gelegentlich abgebaut wird, kommt es zum Einsatz alter Techniken.
Über Jahrhunderte hinweg, bis 1938, wurden bei Adnet in den Adneter Steinbrüchen die Rohblöcke von Steinhauern mit einem bis zu 6 kg schweren Schrothammer, einem Zweispitz, freigehauen. Dabei wurden schulterbreite Schrämschlitze, sogenannte Schrotgänge, um den Block herausgearbeitet. Ein tüchtiger Mann schaffte als Tagesleistung etwa 100 cm Länge, 50 cm (Schulter-)Breite und 30 cm. Waren alle vier Seiten freigehauen, konnten die Blöcke mit Hilfe von schlanken Arbeitskeilen in den Lagerfugen gelöst (aufgetrieben) und über Holzwalzen oder Stahlkuglen bewegt, verladen und abtransportiert werden.
Seit 2010 gibt es auch in der Schweiz nach der letzten Bildungsrevision der Steinberufe den Steinhauer als Ausbildungsberuf nicht mehr.

### Italien

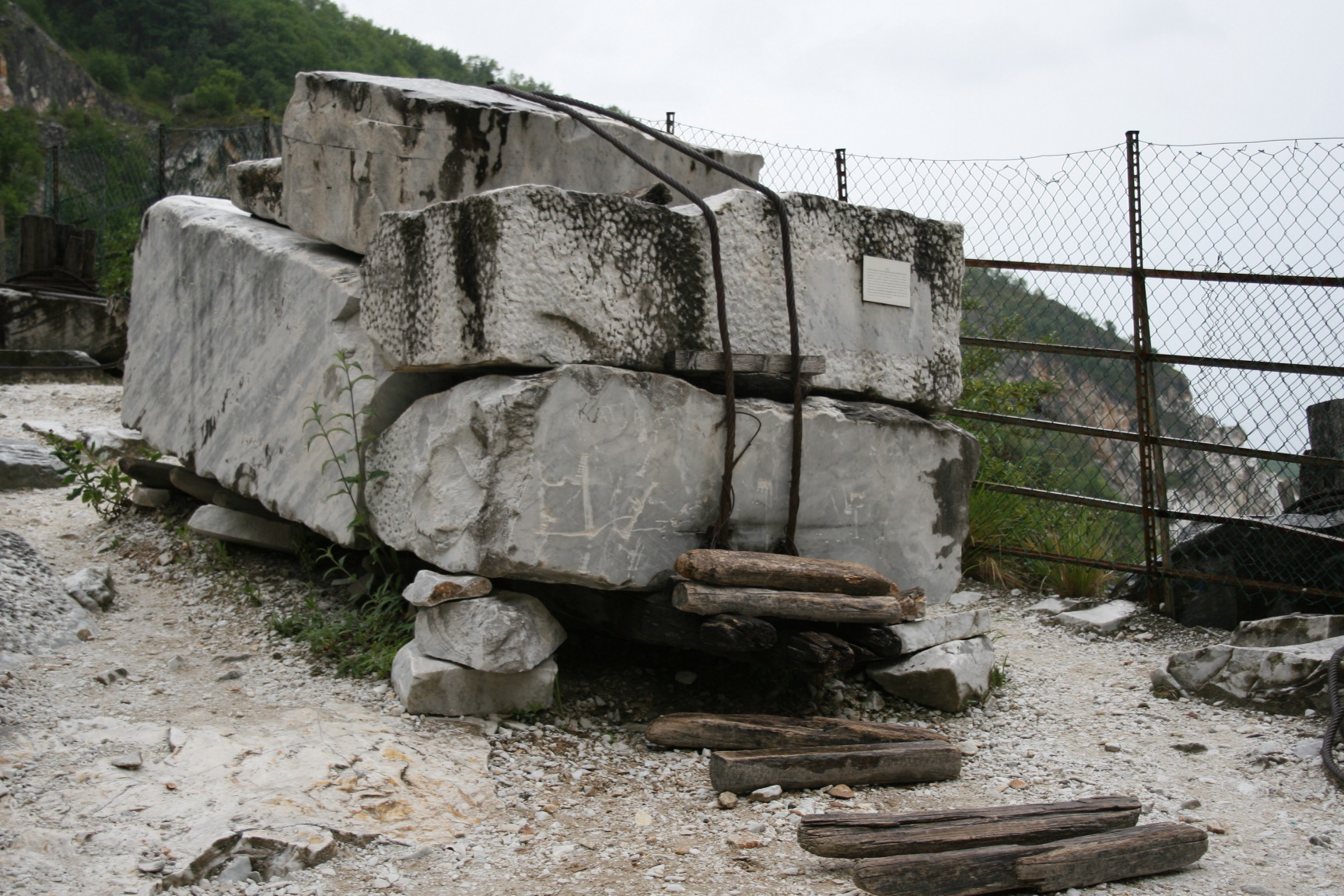
Steinblöcketransport mit der Lizzatura

In Italien gab es als vergleichbaren Beruf die Riquadratori, auch kurz „Quadratori“ genannt, die Steinhauer des Carrara-Marmors, die die Blöcke aus der Wand lösten und anschließend in quadratische Blöcke mit Bossierhammer und Spitzeisen auf dem Vorplatz der Steinbrüche formten. Von diesen Quadern rührte der Name der Arbeiter her. Die spätere Feinarbeit an den marmornen Steinblöcken durch Steinmetzen und Steinbildhauer folgte nach deren Transport ins Tal.
In den Steinbrüchen von Carrara herrschte vermutlich der arbeitsteiligste Prozess. Der Capo cava war der Verantwortliche für die Organisation im Steinbruch und die Auswahl der Steinblöcke. Der Techniaiolo war der Spezialist, der die Teile aus den Steinbruchwänden löste, die bei einem Absturz das Leben der Steinbrucharbeiter gefährdeten. Der Galeote war der Hilfsarbeiter, der den Steinabfall auf Handkarren wegräumte. Auf dem Vorplatz der Steinbrüche befanden sich Unterstände, die vor der Sonne und dem Reflektieren der hellen Steinbruchwände schützten. Der Filista bediente die Seilsägen.
Der Transport der Rohblöcke aus den Apuanischen Alpen an einem Seil mittels der sogenannten Lizzatura (italienisch: Lizza = Schlitten) zu einer Bahnlinie oder direkt ins Tal war ein gefährliches Unternehmen. Die Lizzatori bewerkstelligten als Spezialisten den Transport von einzelnen Steinblöcken bis zu einem Gewicht von etwa 25 Tonnen. 1907 wurde eine Seilbahn gebaut, die eine besonders gefährliche Lizzaturastrecke ablöste und die Marmorblöcke transportierte. Auch Schrägaufzüge wurden gebaut. Den Beruf der Lizzatori gibt es ebenfalls nicht mehr; in Carrara wurde neben der Mechanisierung der Steinbrüche in den 1960er Jahren auch die Infrastruktur verbessert. Die Steinbrüche wurden durch ein Straßennetz erschlossen, das die relativ weit von den Brüchen entfernte Eisenbahnstrecke ablöste.

### Spanien
In Spanien werden die im Steinbruch (spanisch Cantera) Arbeitenden „Cantero“ (Steinbrucharbeiter) genannt. Dort gibt es in einer „Marmorschule“ in Fines, der Escuela del Marmol de Andalucia, einen etwa 6-wöchigen Ausbildungsgang zum Steinbrucharbeiter, der insbesondere das Lösen der Blöcke mittels großtechnischer Bohrmaschinen und Explosivstoffen, Schotterherstellung, Steintransport mit Radladern, Baggern und Arbeitssicherheit umfasst. Auch hier handelt sich nicht mehr um den Steinhauer im ursprünglichen Sinne.

## Heutige Steinbrüche für Naturstein
Bis in die 1940er Jahre gab es beispielsweise im Bayerischen Wald mehr als 10.000 Steinhauer. Heute ist dieser Beruf überflüssig geworden, weil sich durch die Mechanisierung in den Steinbrüchen andere Aufgaben als das händische Arbeiten stellen. Es werden Rohblöcke in Formaten von etwa 3,60 × 1,50 bis 2,00 × 1,50 Meter gebrochen, die entweder mit Explosivstoffen oder mit Großgerätschaften wie Schrämen oder Seilsägen gelöst werden. Teilweise werden Selbstfahrlafetten zum Herstellen der Bohrlöcher zum Abspalten oder Sprengen mit mehreren in Reihe montierten Bohrmaschinen eingesetzt. Der Steintransport erfolgt mit Radladern, die die großen Rohblöcke anheben. Daneben wird der Gesteinsabfall zu Schotter oder zu Steinmehl in großtechnischen Anlagen verarbeitet. Die Vorstellung, dass es in den Steinbrüchen noch Steinhauer gibt, die Werksteine mit der Hand brechen und formatieren, gehört durch die fortgeschrittene Mechanisierung der Vergangenheit an. Im Einzelfall werden noch druckluftbetriebene Handbohrmaschinen eingesetzt. Heute sind die im Steinbruch Arbeitenden zumeist Baggerfahrer, Kranfahrer, Maschinenbediener oder speziell für die jeweiligen Maschinen ausgebildete oder angelernte Personen.
- Moderner Steinbruchbetrieb

"Moderner
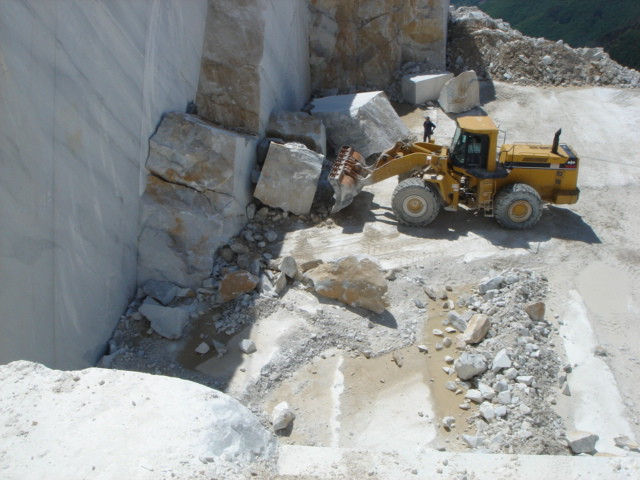
Steintransport mit Radlader, der tonnenschwere Rohblöcke hebt
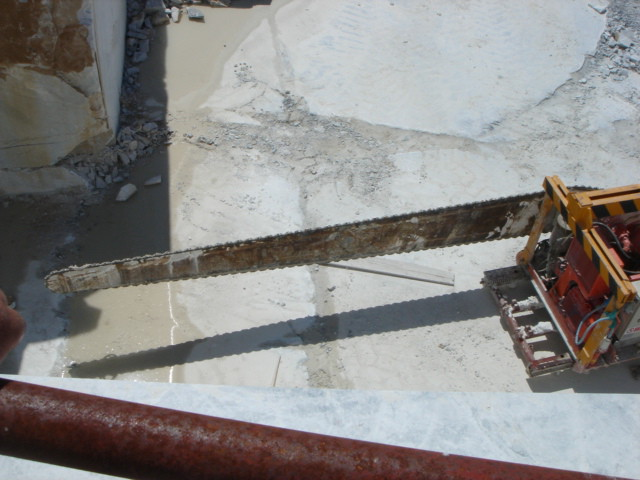
Schräme (Kettensäge) mit etwa 5 Meter langem Schwert zum Heraussägen der Rohblöcke
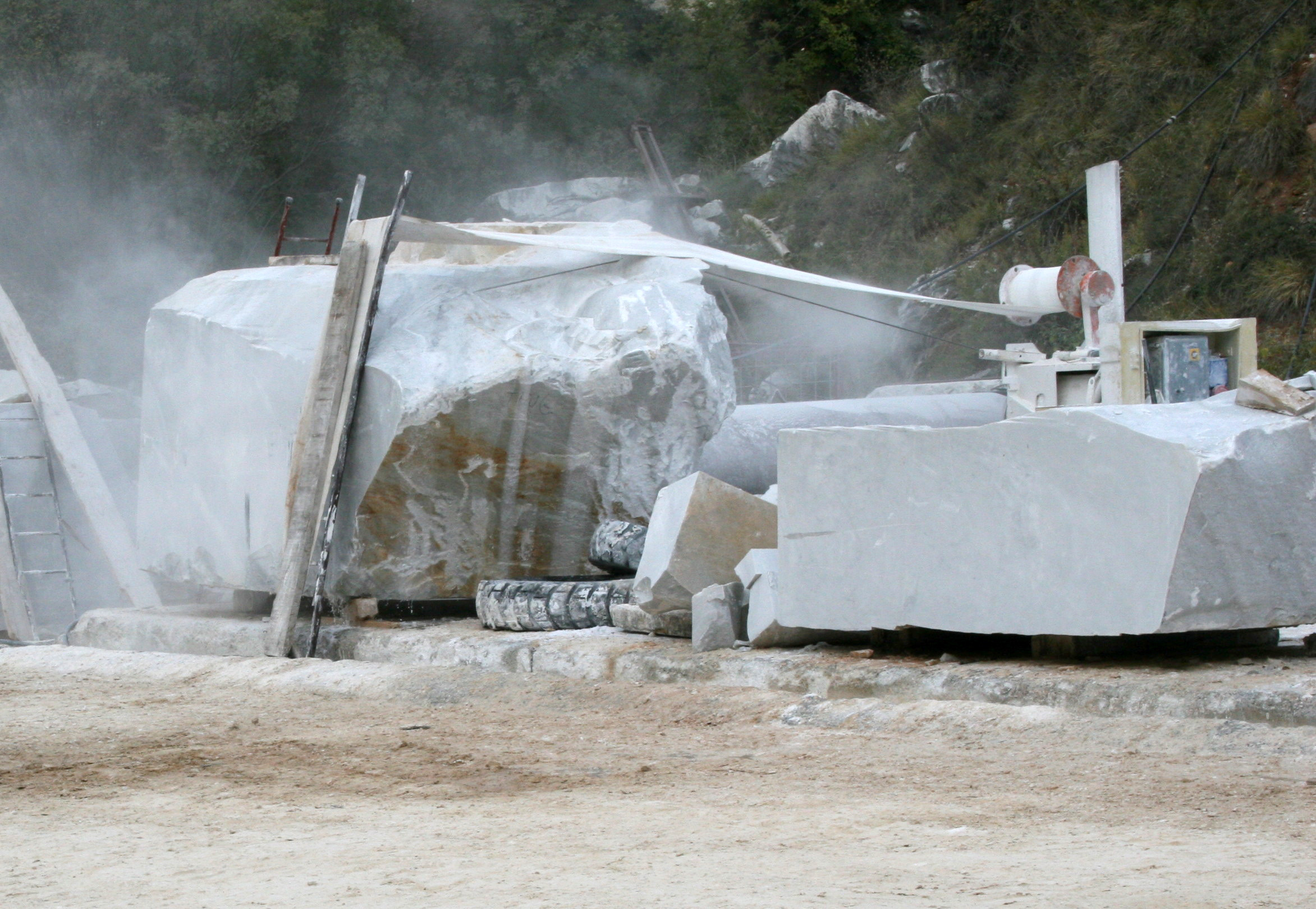
Seilsäge, welche die bis zu 30 Tonnen schweren Rohblöcke auf die geforderten Maße formatiert

## Steinhauermuseen
- Pfälzisches Steinhauermuseum
- Steinhauermuseum Flossenbürg
- Marmormuseum Adnet im Land Salzburg, Österreich